# Гербель, Николай Васильевич
Никола́й Васи́льевич Ге́рбель (26 ноября (8 декабря) 1827, Тверь — 8 (20) марта 1883, Петербург) — русский поэт-переводчик, литературовед, издатель-редактор, библиограф.

## Биография
Николай Гербель родился 26 ноября 1827 года в городе Твери в семье командира Шосткинских пороховых заводов генерал-лейтенанта Василия Васильевича Гербеля.
Первоначальное воспитание получил в доме родителей, но на девятом году был отвезён в Киев и отдан в Благородный пансион при 1-й Киевской гимназии. По окончании гимназии Гербель поступил в Нежинский лицей князя Безбородко. Здесь он написал диссертацию на тему, предложенную Советом: «Подробный разбор словесных произведений Сумарокова и Ломоносова и общее заключение о характере и состоянии русской словесности от Петра Великого до Екатерины II». Эта диссертация была признана достойной награждения серебряной медалью.
Начиная с 1850-х гг. печатался в различных петербургских журналах. В конце 1850-х гг. предпринял издание на русском языке лучших иностранных поэтов; к этой работе он привлёк выдающихся деятелей русской литературы того времени; кроме того собрал все лучшие переводы классических иностранных поэтов, рассеянные по разным журналам.
В 1857 году появилось собрание сочинений Шиллера в переводе русских писателей, затем были изданы: полные собрания сочинений Шекспира, Байрона, Гёте, Гофмана, Шевченко, хрестоматии из лучших произведений немецких, английских и славянских поэтов.
В области русской литературы особое значение имеет перевод Гербеля в стихах «Слова о полку Игореве» (1854), встреченный весьма благосклонно учёными-филологами того времени; Гербель также оставил после себя книги «Русские поэты в биографиях и образцах» (СПб., 1873, 1880, 1888) и «Немецкие поэты в биографиях и образцах» (СПб., 1877).
Николай Васильевич Гербель умер 8(20) марта 1883 года в городе Санкт-Петербурге. Похоронен вместе с женой недалеко от её имения на кладбище села Бабурино Чернского уезда Тульской губернии (ныне Плавский район, Тульская область).

## Семья и потомки
- Жена: Ольга Ивановна, урожденная Соколова. Родилась в 1840 году, вышла замуж 3 апреля 1863 года, после чего и начала заниматься литературой, главным образом помогая мужу в переводах и изданиях, предпринимаемых им. В 1877 году она самостоятельно перевела трагедию Байрона «Вернер, или Наследство». Этот перевод был помещен в IV томе «Сочинений Байрона в переводе русских писателей». Будучи верным другом и помощником в широко задуманных изданиях мужа, она не перенесла утраты и умерла в том же году, что и муж (23 ноября)[3][4].
- Дочь: София Николаевна (1864 Санкт-Петербург - 1941 Бейрут), вышла замуж за потомка Нахичеванских ханов - Гусейн хана Нахичиванского.
- Внук: Николай хан (1891-1912).
- Внучка: Татьяна Мартынова (18 июня 1893 Санкт-Петербург - 3 мая 1972 Ницца), муж Мартынов Дмитрий Андреевич (1893-1934), сын генерала кавалерии.
- Внук: Георгий (Юрий) хан Нахичеванский (29 декабря 1899 Санкт-Петербург - 8 мая 1948 Бейрут), имел троих детей (правнуки Николая Гербеля):
- Правнуки: Татьяна Георгиевна (1925-1975), Никита хан (1924-1997) и Мария (1927 - ?), последняя проживала в Египте. Сын Никиты хана (праправнук) - Джордж хан Нахичеванский (1957 г.) проживает в США.